# Houzz
Houzz ist eine Webseite und Online-Community um Architektur, Interior Design sowie Garten- und Landschaftsarchitektur. Benutzer der Plattform und der mobilen Apps können Bilder und Projekte aus den Bereichen Wohnen, Bauen und Garten ansehen und passende lokale Experten für ihre Projekte finden. Darüber hinaus gibt es auf der Seite ein Magazin mit Artikeln und Ratgebern zu Design- und Einrichtungsthemen. Das Unternehmen unterhält drei Standorte in den USA sowie internationale Büros in London, Berlin, Sydney, Moskau und Tokio. Hauptsitz des Unternehmens ist Palo Alto, Kalifornien.

## Geschichte
Houzz wurde 2008 von dem Ehepaar Adi Tatarko und Alon Cohen gegründet und im Februar 2009 gelauncht. Der Name des Unternehmens ist eine Kombination aus den Wörtern „House“ und „Buzz“. Aufgrund ihrer Erfahrungen beim Renovieren ihres Hauses, entwickelten die beiden eine Online-Plattform, auf der sich Wohn- und Hauseigentümer mit Experten aus der Einrichtungs- und Baubranche vernetzen können. Im November 2010 wurde eine Mobile App für das iPad veröffentlicht, die Version für das Betriebssystem Android folgte im Dezember 2012. Im August 2013 wurde die iPhone- und iPad-App bereits mehrere Millionen Mal heruntergeladen. Houzz-CEO und Co-Founder Adi Tatarko trat im Oktober 2014 als Rednerin bei der Techmanity auf, einer Technologie- und Innovationskonferenz im Silicon Valley. Im November 2014 sprach Tatarko gemeinsam mit Alfred Lin auf dem Web Summit in Dublin, der größten Technologiekonferenz Europas.

### Finanzierung
Im September 2010 sicherten sich Tatarko und Cohen in einer Erstrundenfinanzierung zwei Millionen US-Dollar und begannen, Mitarbeiter für das Büro in Palo Alto einzustellen. Die Finanzierungsrunde wurde von Oren Zeev von Orens Capital angeführt, der dem Verwaltungsrat von Houzz beitrat. 2011 sicherte sich Houzz 11,6 Millionen US-Dollar in einer Folgerunde, die von Sequoia Capital und anderen Investoren geführt wurde. Alfred Lin, Vizepräsident und ehemaliger Topmanager bei Zappos, trat dem Verwaltungsrat von Houzz bei. 2013 verkündete Houzz eine dritte Investorenrunde mit einem Kapital von 35 Millionen US-Dollar, geführt von NEA und GGV Capital, unter Beteiligung von Sequoia Capital, Comcast Ventures, Kleiner Perkins Caufield & Byers (KPCB) und David Sacks. 2014 gab Houzz den Abschluss einer weiteren Finanzierungsrunde von 165 Millionen Dollar bekannt, angeführt von Sequoia und mit Beteiligung der bereits bestehenden Investoren Oren Zeev, New Enterprise Associates (NEA), GGV Capital und KPCB sowie den neuen Teilnehmern DST Global und T. Rowe Price. 2017 erhielt Houzz in einer weiteren Finanzierungsrunde 400 Millionen Dollar von einem ungenannten Investor. Der Wert des Unternehmens wird seitdem auf 4 Mrd. Dollar geschätzt.

## Bilddatenbank
Im Mai 2015 betrug die Anzahl der Fotos in der Houzz-Bilddatenbank über 6,5 Millionen. Im August 2017 war sie auf über 14,7 Millionen Bilder angewachsen, im Juni 2020 auf 21,7 Millionen Bilder. Die von der Experten-Community hochgeladenen Bilder zeigen Einrichtungs- und Wohnungsbauprojekte sowie professionell gestaltete Außenbereiche und Gärten. Benutzer können die Fotos nach Raum, Stil und Standort sortieren und in „Ideenbüchern“ genannten Bildsammlungen im eigenen Profil speichern. Durch einen Klick auf das Bild erfährt man mehr über den jeweiligen ausführenden Experten, kann diesem Fragen zu dem Foto stellen, weitere Projekte des Experten anschauen oder Informationen zu den auf den Bildern gezeigten Produkten erhalten.

## Expertenverzeichnis
Experten, darunter mehrheitlich Architekten und Designer aber auch Gartengestalter oder Handwerker, können sich kostenlos auf Houzz registrieren, um ihre abgeschlossenen Projekte zu präsentieren, mit Kunden zusammenzuarbeiten und Neukundenakquise zu betreiben. Studierende aus den Bereichen Architektur und Gestaltung können sich in einer eigenen Expertenkategorie anmelden.

## Redaktionelle Inhalte
Lokale Redaktionen in Palo Alto und den internationalen Niederlassungen sowie freie Journalisten und Experten aus aller Welt verfassen täglich Artikel und redaktionelle Inhalte für die Webseite und den Newsletter. Im Mai 2015 wurde auf der US-Seite ein eigener Video-Channel namens „HouzzTV“ gelauncht. Die erste dort veröffentlichte Video-Serie „My Houzz“ zeigt ein Renovierungsprojekt des US-amerikanischen Schauspielers Ashton Kutcher, der gleichzeitig Investor von Houzz ist.

## Pressestimmen
Das Magazin Fast Company wählte Houzz 2015 auf Platz 11 der „Most Innovative Companies 2015“. In der von CNBC jährlich veröffentlichten „Disruptor 50 list“ – einer Liste von 50 Unternehmen, die durch ihre Innovation die jeweilige Branche revolutionieren – belegte Houzz ebenfalls den 11. Platz. Auch die mobile App erhielt durchweg positive Kritiken von Usern und Experten. Die New York Times wies darauf hin, dass die Houzz-App eine der wenigen Apps mit einer durchschnittlichen Bewertung von 5 Sternen ist, die nicht aus dem Games-Sektor stammt.